# Diamond Country Club
De Diamond Country Club is een countryclub Atzenbrugg in Neder-Oostenrijk.

## Golf
De 18-holes Diamond Course werd in 2000 ontworpen door Miguel Ángel Jiménez, die toen al 18 toernooien op de Europese PGA Tour gewonnen had. Hole 8 is zijn 'signature hole'. Daarnaast beschikt de club over een 9 holesbaan met een par van 31. Hole 6 is een par 3 met een groot meer, waarover naar de green gespeeld moet worden.
De hoofdgreenkeeper werkte voorheen op Matfen Hall in Newcastle upon Tyne, de thuisbaan van Kenneth Ferrie. 
Sinds 2010 wordt het Oostenrijks Open hier gespeeld. Het werd gewonnen door
- 2010:  José Manuel Lara
- 2011:  Kenneth Ferrie
- 2012:  Bernd Wiesberger

## Trivia
In Orlando is een golfclub met dezelfde naam.